# Ivano Fossati
Ivano Alberto Fossati né à Gênes le 21 septembre 1951  est un chanteur , guitariste, pianiste et percussionniste  italien.

## Biographie
Ancien membre du groupe de rock progressif Delirium, Fossati a à son actif 26 albums à ce jour et a travaillé avec des artistes comme Fabrizio De André, Riccardo Tesi (it), Anna Oxa, Mia Martini, Ornella Vanoni, Francesco De Gregori
.
En 2008 il participe à la  bande sonore du film Caos calmo de Antonello Grimaldi avec la chanson L'amore trasparente, qui est recompensée par le David di Donatello pour la meilleure chanson originale et le Ruban d'argent de la meilleure chanson,.
En octobre 2011, après la sortie de l'album Decadancing, Fossati a annoncé au cours du TV show de Fabio Fazio Che tempo che fa qu'il a décidé de mettre fin à sa carrière musicale: « J'ai beaucoup réfléchi à ce sujet, pendant les deux ou trois dernières années. Ce sera mon dernier album et ma prochaine tournée sera la dernière ». Son dernier concert a eu lieu au  Piccolo Teatro de Milan, le 19 mars 2012.

## Récompenses
- 2008 : 
  - David di Donatello de la meilleure chanson originale,
  - Ruban d'argent de la meilleure chanson.

## Discographie partielle
- 1973 : Il Grande Mare che Avremmo Traversato
- 1974 : Poco Prima dell'Aurora (avec Oscar Prudente)
- 1975 : Good-bye Indiana
- 1977 : La Casa del Serpente
- 1979 : La Mia Banda Suona il Rock
- 1981 : Panama e Dintorni
- 1983 : Le Citta' di Frontiera
- 1984 : Ventilazione
- 1986 : 700 Giorni
- 1988 : La Pianta del Te
- 1990 : Discanto
- 1992 : Lindbergh
- 1993 : Buontempo Dal Vivo Vol. 1
- 1993 : Carte da Decifrare Dal Vivo Vol. 2
- 1996 : Macramé
- 1998 : Canzoni a Raccolta – Time and Silence
- 2000 : La disciplina della Terra
- 2001 : Not One Word
- 2003 : Lampo viaggiatore
- 2004 : Dal vivo, Vol. 3: Tour Acustico
- 2006 : L'arcangelo
- 2006 : Ho sognato una strada
- 2008 : Musica Moderna
- 2011 : Decadancing

### Collaborations
- 1985 :Scacchi e tarocchi de Francesco De Gregori,
- 1986 :Euphonia de Vincenzo Zitello,
- 1996 :Anime salve de Fabrizio De André,
- 1997 :Les Annees Orlando l'Integrale 1970–1997 de Dalida,
- 2003 :Veleno de Mina,
- 2003 :Acqua foco e vento de Riccardo Tesi,
- 2003 :Miei compagni di viaggio de Mia Martini,
- 2011 :Troppo tempo/Hace tiempo de Laura Pausini.

## Musique de film
- 2002 : A cavallo della tigre de Carlo Mazzacurati